# Heliophanus orchesta
Heliophanus orchesta är en spindelart som beskrevs av Simon 1885 [1886. Heliophanus orchesta ingår i släktet Heliophanus och familjen hoppspindlar. Inga underarter finns listade i Catalogue of Life.